# Cây Sycamore Gap
Cây Sycamore Gap hay Cây Robin Hood, là một cây sung dâu đứng cạnh Bức tường Hadrian gần Crag Lough ở Northumberland, Anh. Cây nằm giữa một cảnh quan gây ấn tượng và là đối tượng được giới nhiếp ảnh gia săn tìm, ngoài ra nó cũng là một trong những cái cây được chụp hình nhiều nhất trong cả nước. Tên gọi Robin Hood của cây bắt nguồn từ việc Sycamor Gap xuất hiện trong một phân cảnh nổi bật ở bộ phim năm 1991 Robin Hood: Prince of Thieves. Vào năm 2016, cây Sycamor Gap đã giành được giải thưởng Cái cây của năm ở Anh. Cây đã bị đốn hạ vào sáng sớm ngày 28 tháng 9 năm 2023.

## Vị trí
Cây Sycamore Gap nằm cạnh Bức tường Hadrian, ở giữa Đồn lính 39 và Crag Lough, cách Đồn lính La Mã Housesteads ở Northumberland, miền bắc nước Anh khoảng 3 km về phía tây. Phần này của bức tường chạy dọc theo rìa của một vách đá, cùng với một số vết lõm sâu xuất hiện do nước băng tan chảy. Cây đứng trong một trong những chỗ lõm này, trong đó vách đá và bức tường ở hai bên nhô cao đáng kể. Bức tường và vùng đất liền kề, bao gồm cả vị trí của cây, đều thuộc sở hữu của National Trust. Là một điểm thu hút khách du lịch nổi tiếng, cây được mô tả là một trong những cái cây được chụp ảnh nhiều nhất trong cả nước và vị trí này có thể là nơi được chụp hình nhiều nhất trong toàn bộ Vườn quốc gia Northumberland. Nó có thể nhìn thấy từ Đường quân sự B6318 gần đó. Cái tên "Sycamore Gap" được một nhân viên của National Trust đặt cho, khi Cơ quan Khảo sát Bom mìn đang vẽ lại bản đồ của khu vực này và hỏi liệu vị trí này (lúc đó chưa được đặt tên) đã được chỉ định tên chưa.

## Lịch sử
Cây Sycamore Gap thuộc họ cây sycamore (Acer pseudoplatanus) và có tuổi đời khoảng vài trăm năm. Nó đã từng đứng cạnh những cái cây khác nhưng chúng đã bị chặt bỏ theo thời gian vì những lý do không xác định. Cây này xuất hiện trong một phân đoạn quan trọng của bộ phim Robin Hood: Prince of Thieves năm 1991 do Kevin Costner đóng chính, khi Robin Hood đi một vòng từ Vách đá Dover trắng đến Nottingham thông qua Bức tường Hadrian, từ đó cây còn có thêm tên gọi "Cây Robin Hood". Nó xuất hiện trong video âm nhạc I Do It for You của Bryan Adams (Everything I Do), được thể hiện trên nhạc nền phim; đồng thời, video cũng được phát thường xuyên trên chương trình truyền hình Top of the Pops của Anh. Nó cũng đã xuất hiện trong tác phẩm truyền hình tội phạm Vera cùng loạt phim tài liệu More Tales from Northumberland with Robson Green. Năm 2003, cây Sycamore Gap suýt bị phá hủy khi một chiếc trực thăng chở TV của Alan Titchmarsh rơi xuống mặt đất, cách cái cây khoảng vài mét.
Năm 2016, cây được đề cử cho cuộc thi Cái cây của năm ở Anh. Nó được chọn từ 200 đối thủ cạnh tranh và giành chiến thắng với 2.542 phiếu bầu trong tổng số 11.913 phiếu. Giải thưởng là một khoản tiền tài trợ trị giá 1000 bảng Anh, được sử dụng để kiểm tra sức khỏe của cây, cũng như bảo vệ bộ rễ đang bị lộ lên mặt đất. Cây Sycamore Gap đã lọt vào giải thưởng Cây của năm ở châu Âu năm 2017, trong đó nó đứng thứ 5/16, với 7.123 phiếu bầu.
Cây đã bị đốn hạ vào sáng sớm ngày 28 tháng 9 năm 2023. Cơ quan Công viên Quốc gia Northumberland cho rằng việc này được thực hiện có chủ đích. Cây được cho là bị đốn bằng máy cưa ngay tại gốc, với một vết sơn trắng được phết ngay dưới vết cưa. Cảnh sát Northumbria cho biết đã bắt giữ một nam thiếu niên 16 tuổi với cáo buộc hành vi phá hoại tài sản.

## Ảnh

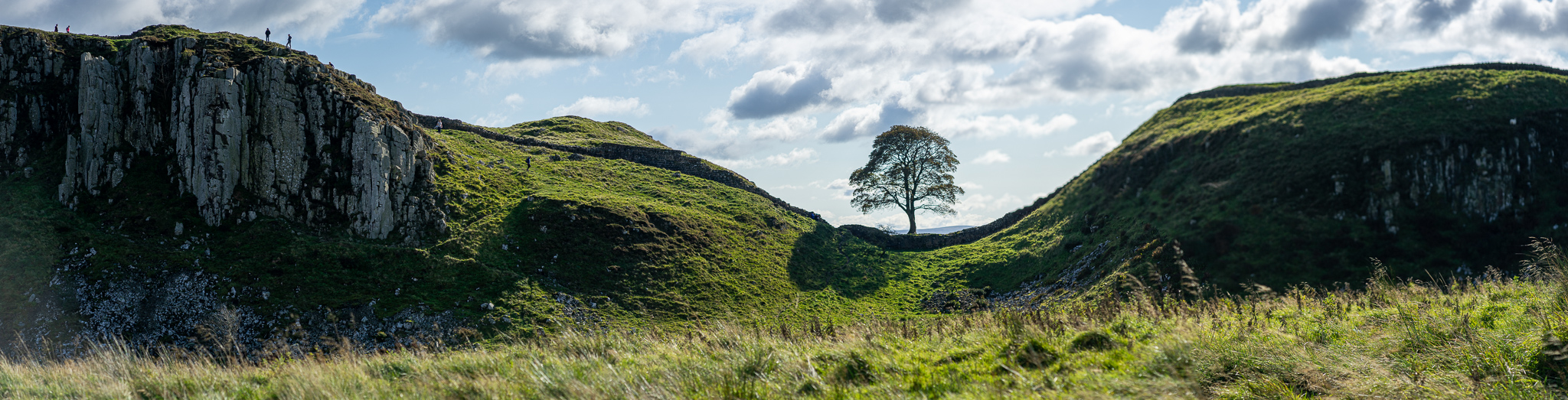
Toàn ảnh cây Sycamore Gap
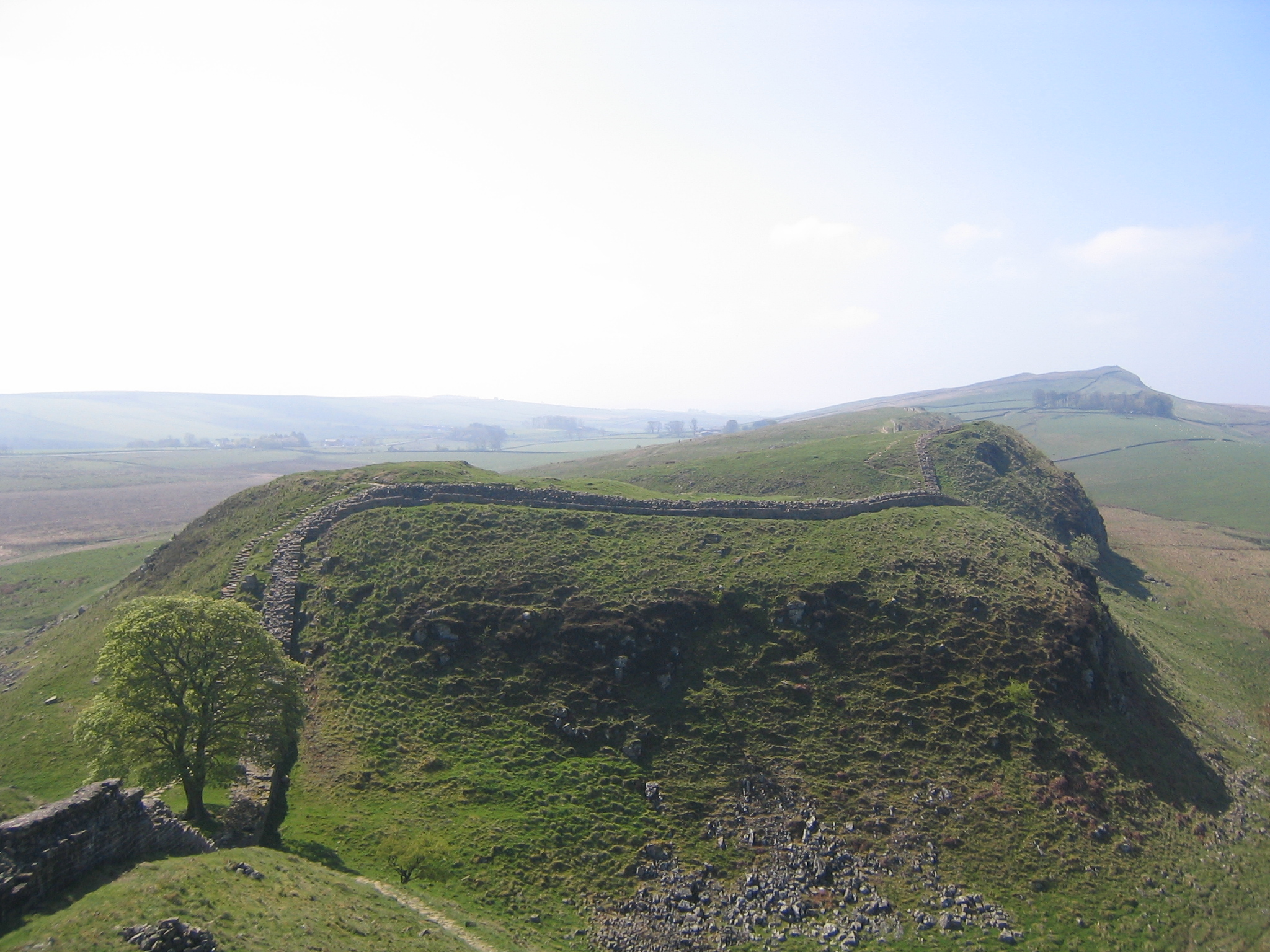
Quang cảnh của Bức tường Hadrian nhìn từ phía tây
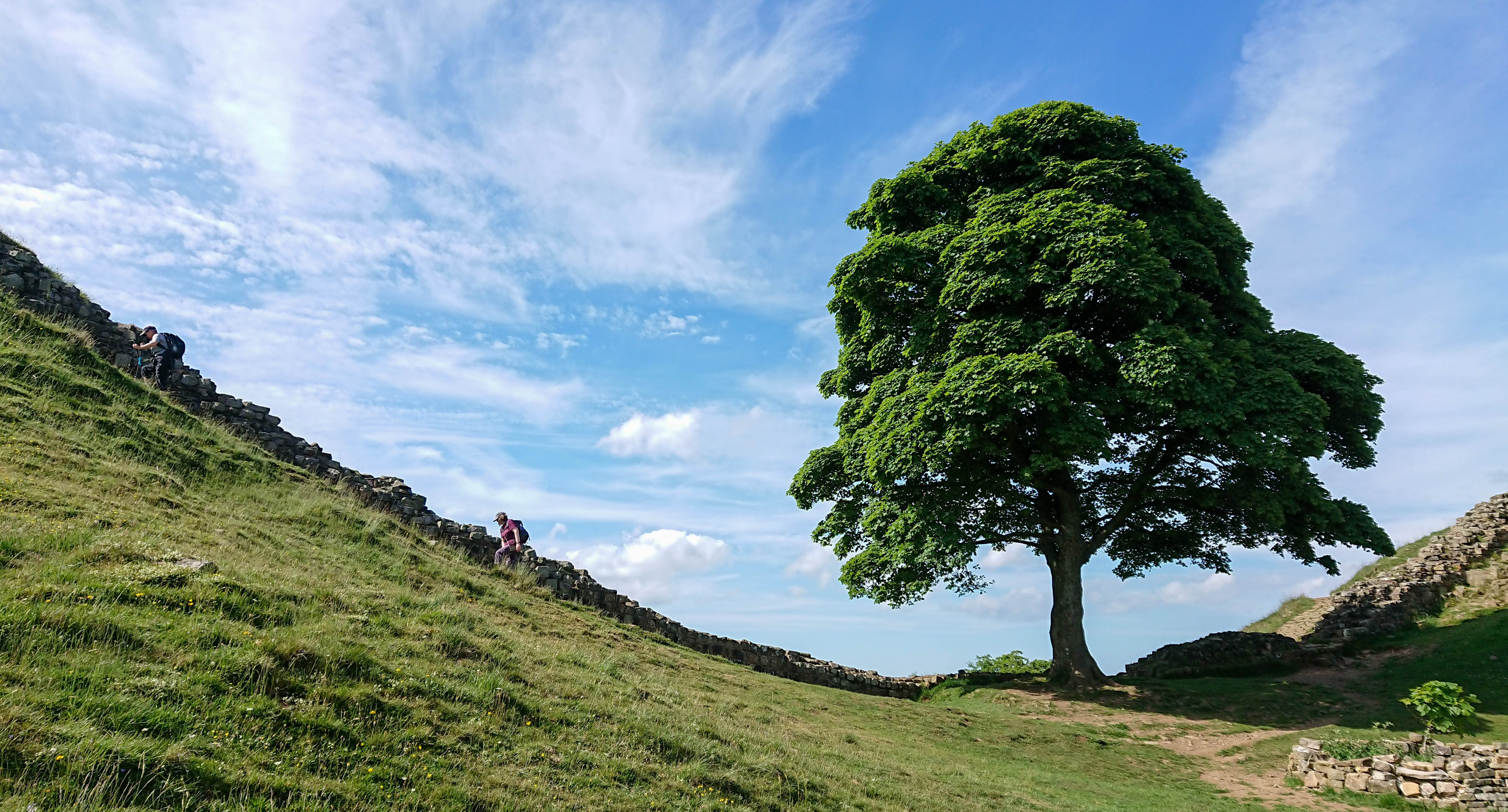
Sycamore Gap vào mùa hè năm 2018
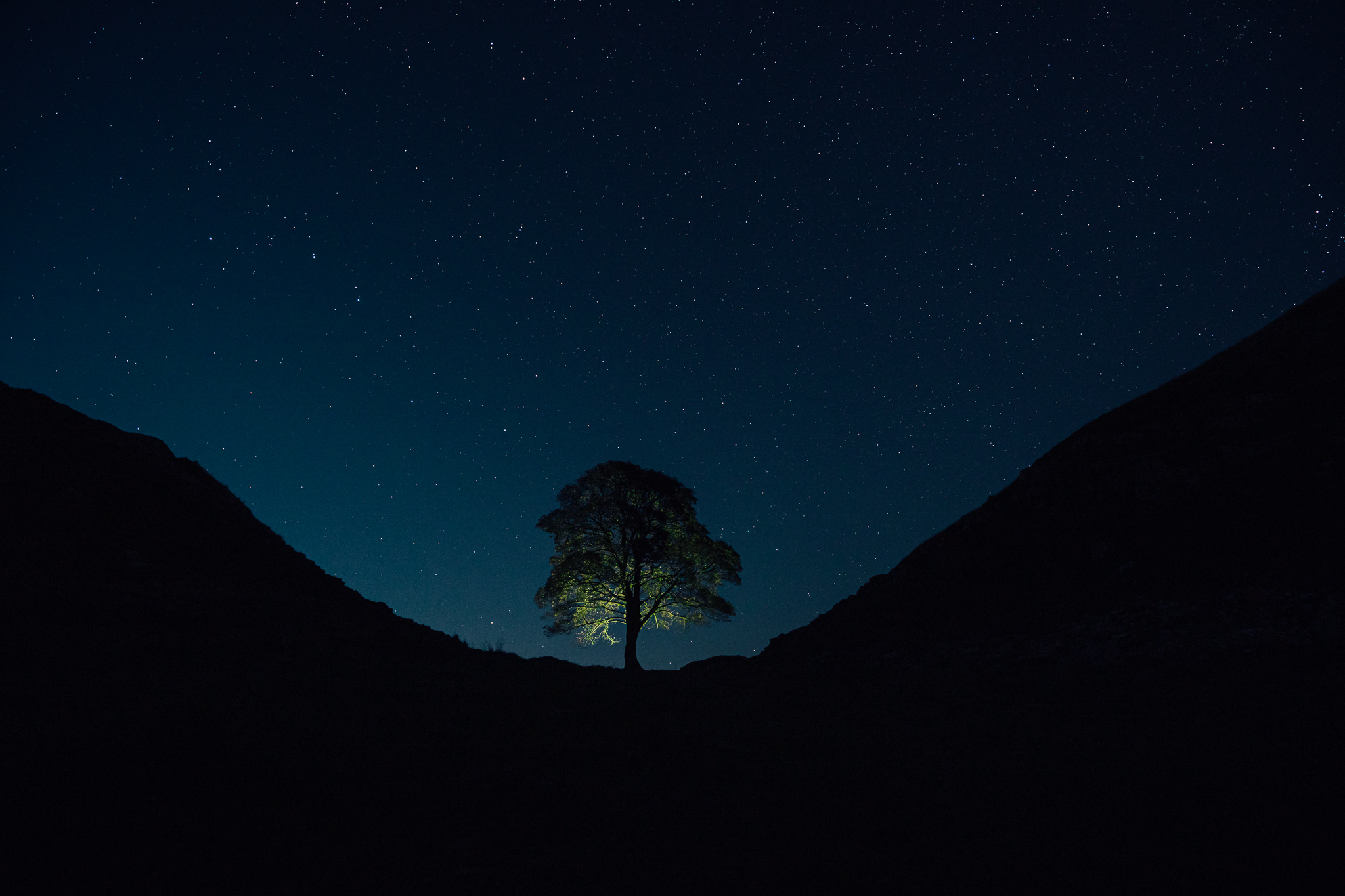
Nhiếp ảnh thiên văn tại Sycamore Gap